# Botelhos
Botelhos es un municipio brasilero del estado de Minas Gerais, en la microrregión de Poços de Caldas. Su población estimada en 2004 era de 15 539 habitantes. El área es de 334,7 km² y la densidad demográfica, de 46,43 hab/km².

## Historia
- Fundación: 30 de agosto de 1911

El 30 de octubre de 1866, São José de Botelhos se tornó Distrito de Paz. En el año de 1.873, el 1 de diciembre, el Distrito de Paz se eleva a la categoría de Parroquia, perteneciendo a Cabo Verde, pasando el 24 de diciembre de 1874, a pertenecer a Caldas y regresando a Cabo Verde en 1878 (Almanach Sur Minero de 1884).
El día 14 de septiembre de 1891, la Parroquia pasó a ser Distrito con la denominación de São José de Botelhos. Un contrato para establecimiento de líneas telefónicas fue firmado en 1.905. Estas partían de Poços de Caldas e iban hasta Cabo Verde, pasando por el distrito de São José de Botelhos. En 1916 la iluminación fue traída por la “Empresa Sur Minera de Fuerza y Luz”, instalada por el Sr. Antônio da Costa Nantes.
A través de la Ley Estatal n.º 556, del 30 de agosto de 1911, se creó la Villa, hoy Municipio, con la misma denominación de São José de Botelhos, desmembrándola del Municipio de Cabo Verde. Según la División Administrativa referente al año de 1.911, figura el Municipio de São José de Botelho con apenas un distrito: el de la Sede. La instalación del Municipio se verificó el 1.º de junio de 1912, permaneciendo el mismo con apenas el Distrito de la Sede hasta 1.º de enero de 1920.
El día 7 de septiembre de 1914, fue inaugurado el reservatório de agua situado en un puntos más elevados del municipio, siendo encimado por un sólido y vasto terreno circundado de linda el ambalse. En 1959 se inició la captación de agua desde el Jaboticabal para el abastecimiento de todo el municipio.